# Щербаков, Александр Владимирович (геолог)
Александр Владимирович Щербаков (род. 1936) — советский гидрогеолог, член-корреспондент РАЕН, Заслуженный геолог Российской Федерации (1996).

## Биография
Родился 10 марта 1936 года в селе Октябрьское Ставропольского края. Окончил в Новочеркасске геологоразведочный техникум, политехнический институт и целевую аспирантуру по специальности «гидрогеология и инженерная геология».
Работал в пустыне Кызылкум, казахских степях, сибирской тайге, Калмыкии, на Северном Кавказе, в Монголии и Иране. Занимался созданием гидроминеральной базы курортов и лечебно-оздоровительных учреждений в Астраханской, Волгоградской, Ростовской и Саратовской областях. Работая главным гидрогеологом Северо-Кавказской гидрогеологической экспедиции, более 15 лет посвятил ресурсным и экологическим проблемам Кавказских Минеральных Вод (КМВ). С 1993 года был начальником отдела охраны окружающей среды и землепользования Администрации КМВ.
Указом Президента РФ от 13.06.1996 № 887, «за заслуги перед государством и многолетний добросовестный труд», А. В. Щербакову было присвоено звание Заслуженного геолога Российской Федерации.